# 아일랜드 단식투쟁

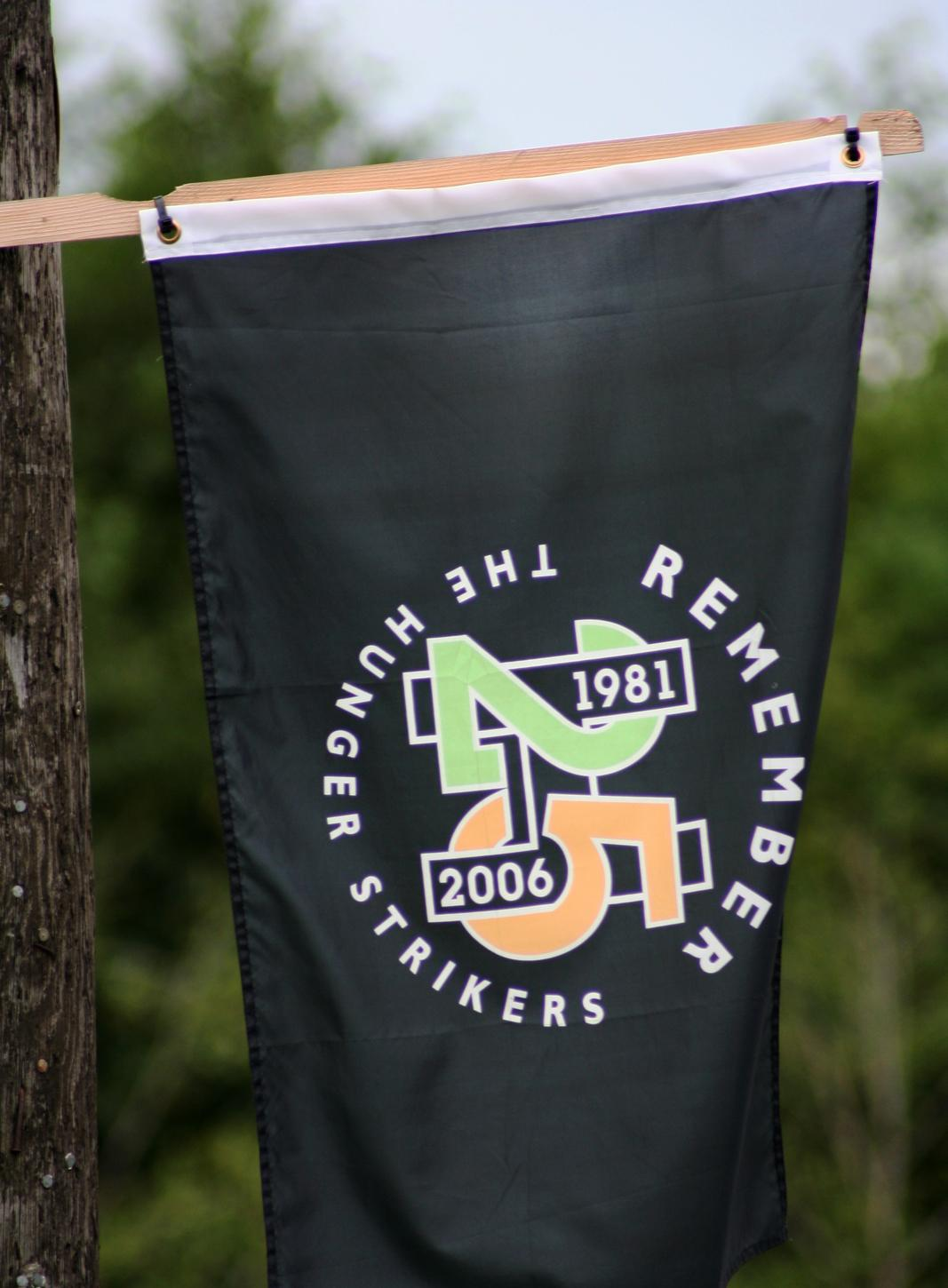
단식투쟁 25주년을 기념하는 추모기

아일랜드 단식투쟁(아일랜드어: Stailc ocrais 스탈크 오크라시, 영어: Irish hunger strike)은 북아일랜드 분쟁이 진행하던 1981년, 북아일랜드 감옥에 수감된 아일랜드 공화주의자들이 자신들을 일반 죄수가 아닌 양심수로서 대우하라고 요구하며 벌인 단식투쟁이다. 1976년에 모포투쟁으로 시작한 5년간 양심수 대우 요구 저항 행동으러 절정을 장식한 사건이다. 1978년에 수감자가 감방 밖으로 나가기 거부하며 배설물을 비롯한 노폐물을 감방에 그대로 두는 이른바 불결투쟁을 벌였다. 그런데도 영국 정부가 자신들 요구를 들어줄 기미가 보이지 않자 마침내 1980년, 열 명의 수감자가 제1차 단식투쟁에 돌입해 53일간 단식했다.
그러나 영국 정부는 제1차 투쟁 종료 이후에도 수감자와 합의할 의사를 여전히 보이지 않았다. 1981년, 수감자는 영국 총리 마거릿 대처와 최후 결전으로 제2차 단식투쟁을 감행했다. 단식투쟁 참가자 중 바비 샌즈가 국회의원 선거에 옥중에서 출마하여 당선되자 세계의 이목을 모았다. 샌즈를 비롯한 단식자들은 단식 60여 일 차를 넘기면서 하나하나씩 쓰러져 사망했고, 단식 217일 차인 10월 3일 오후 3시 15분을 기해 투쟁을 종료했다.
제1차와 제2차를 통틀어 단식투쟁에 참여한 사람은 수십 명이며, 이 중 10명이 사망했다. 사망자 장례식에는 10만여 명의 군중이 모였다. 단식투쟁은 아일랜드 민족주의에 불을 붙였고, PIRA 우당인 신페인이 주류 수권정당으로 부상하는 원동력으로 작용했다.

## 배경
1917년 이래로 아일랜드 공화주의자 죄수은 단식투쟁을 이미 세 차례 했으며, 그 과정에서 토머스 애시, 테런스 맥스위니, 신 맥코이, 마이클 고건, 프랭크 스태그를 비롯한 12명이 사망했다. 1971년 드미트리우스 작전이라는 이름으로 재판 없는 구류한 후, 롱케시 교도소(이후 HM 교도소 메이즈 라는 이름으로 알려지는)를 거의 전쟁포로 수용소처럼 운영했다. 구류한 피억류자들은 기숙사 생활을 하며 군대식 명령구조에 따르고, 나무를 깎아 만든 가짜 총으로 열병식을 했으며 유격전 전술과 정치 이념을 서로 가르쳐야 했다. 유죄를 확정한 수감자는 일반 피억류자들과 같은 권리가 없었는데, 베테랑 공화주의자 빌리 맥키가 주도하여 40명의 아일랜드 공화국군 임시파 요원들이 단식투쟁을 한 끝에 1972년 7월 특수범주지위를 얻어냈다. 특수 범주 지위란 수감자를 전쟁 포로와 유사한 대우로, 예컨대 죄수복을 입지 않고, 노역에도 동원하지 않는 것을 말한다. 그러나 1976년 ‘범죄인 취급(criminalisation)’ 정책의 하나로 영국 정부는 북아일랜드의 준군사조직 요원 출신 수감자에 대한 특수 범주 지위를 폐지했다. 새로운 정책은 기존 수감자에게 적용하지 않고 1976년 3월 1일 이후 체포한 이들부터 적용했다. 특수 범주 지위를 종료하는 해위는 선동적 강타로 교도소 내부의 준군사 지도부 권위에 심각한 위협을 주었다.

## 모포투쟁과 불결투쟁
1976년 9월 14일 새로 수감한 키어런 누겐트가 모포투쟁을 시작했다. 수감된 아일랜드 공화국군(IRA)과 아일랜드 민족해방군(INLA) 요원들은 죄수복을 입기를 거부하고 대신 벌거벗거나 담요 모포를 뒤집어쓰고 다녔다. 1978년, 당국은 수감자의 요강을 빼앗고 그들을 밖으로 끌어내려고 했다. 그러나 수감자는 씻기를 거부하고 감방 안에서 그대로 배설하며 배설물을 감방 벽에 바르는 등 불결투쟁에 돌입여 상황은 악화하였다. 시위에 참여한 수감자는 다음의 "5개 조 요구"를 보장받고 자신들의 정치적 지위를 재확립하는 목표를 지녔다.
1. 죄수복을 입지 않을 권리.
2. 노역에 동원되지 않을 권리.
3. 교육적 오락적 목적을 위해 다른 죄수들과 자유롭게 교류할 권리.
4. 주 1회 면회·편지·소포의 권리.
5. 시위 과정에서 상실된 감형의 완전한 복구.[8]

사실 이런 시위는 처음에는 별 관심을 끌지 못했으며, IRA 본인들도 이것을 무장투쟁과 비교했을 때 부차적인 것으로 취급했다. 그런데 아마주 천주교 대주교 토머스 오 피어크가 교도소를 방문했다가 이곳의 상태를 보고 정부를 규탄하여 세간의 이목을 끌기 시작했다. 1979년 유럽 의회 선거가 열리자 신페인 지도부는 이 선거 자체를 거부하라고 주문했다. 그런데 베르나데트 데블린 맥칼리스키가 시위 중인 수감자에 대한 지지를 호소하며 유럽 의회 후보로 출마했고 북아일랜드 전역에서 5.9%의 득표를 거두었다. 그 직후 "5개 조 요구"에 대한 지지를 기반으로 하는 민족 H-블록/아마 위원회가 형성되었고, 맥칼리스키가 그 주요 대변인으로 활동했다. 불결투쟁에서 단식투쟁으로 옮겨가는 과정에서 공화파와 왕당파 쌍방에 의한 암살 기도가 산발했다. IRA는 교도관들에 대한 총격을 벌였고 피해자 다수가 사망했다. 한편 왕당파 준군사조직도 민족위원회 소속 활동가들에 대한 총격을 벌였고 맥칼리스키와 그녀의 남편도 크게 다쳤다.

## 제1차 단식투쟁
1980년 10월 27일, HM 교도소 메이즈에 수감된 공화파 수감자는 단식투쟁에 돌입한다. 여러 명의 수감자가 단식하겠다고 나섰으나, 1916년 부활절 봉기 때 아일랜드 독립선언문에 서명한 선열들과 머릿수를 맞추기 위해 일곱 명만 단식에 참여하기로 결정되었다. 단식 참여자는 IRA 요원인 브렌던 휴즈·토미 맥커네이·레이몬드 맥카트니·톰 맥필레이·신 맥켄나·레오 그린·INLA(아일랜드 민족해방군) 요원인 존 닉슨, 이상 7인이었다. 12월 1일 아마 여성교도소에 수감된 마레드 페렐을 비롯한 수감자 세 명도 단식에 동참했다. 이후 HM 교도소 메이즈의 수감자 수십 명이 단발적으로 단식에 동참했다. IRA 지도부와 영국 정부 사이의 신경전이 계속되는 가운데, 맥켄나가 쓰러져 혼수상태에 빠졌고 목숨이 경각을 넘나들 지경이 되자 영국 정부는 33쪽의 상세 합의사항과 함께 수감자의 5개 조 요구를 수긍하려는 움직임을 보였다. 합의사항 문서가 벨파스트에 도착하자 휴즈는 멕켄나의 목숨을 구하기 위해 단식 중단을 결정했고, 단식투쟁은 시작 53일만인 12월 18일에 종료된다.

## 제2차 단식투쟁

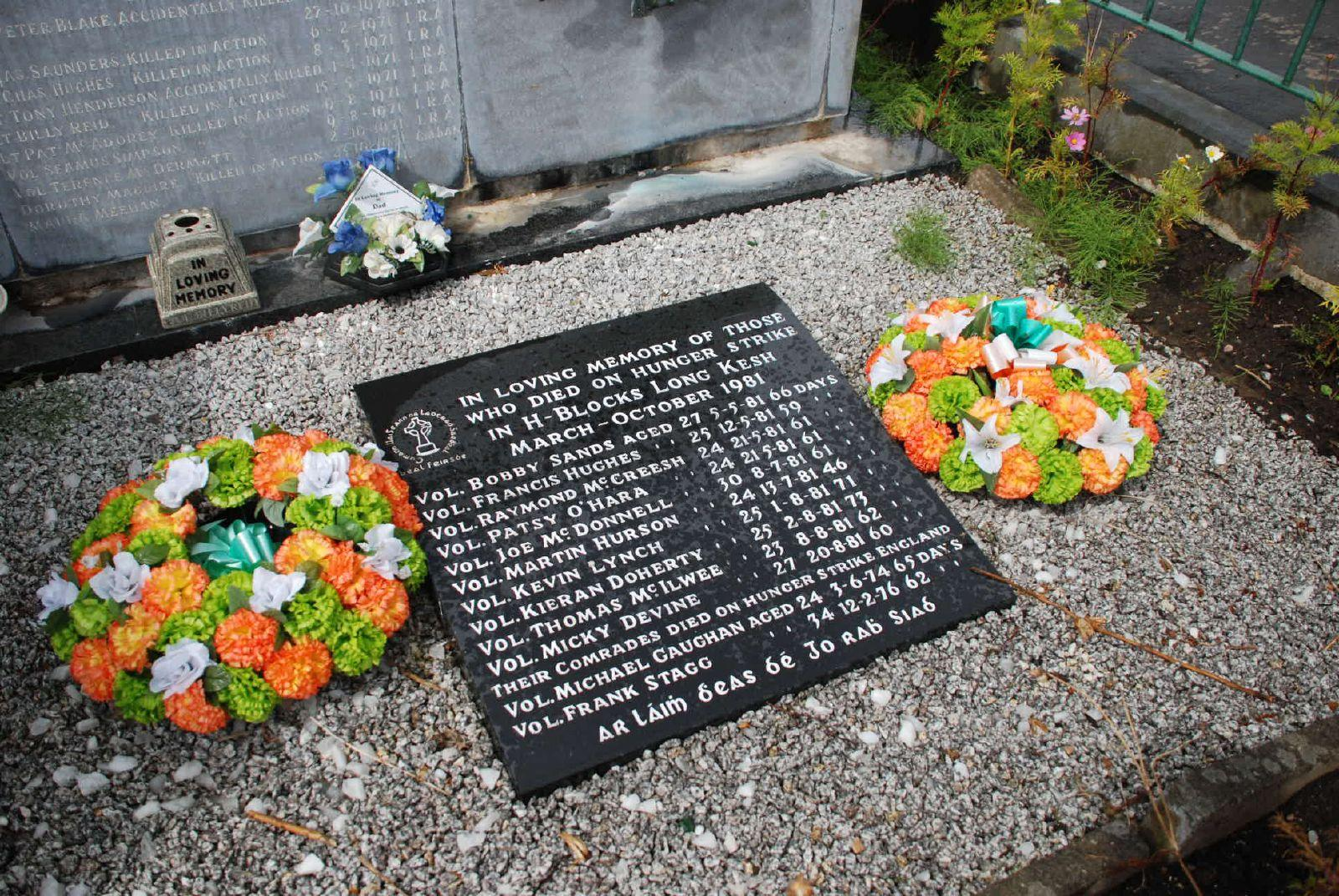
벨파스트 밀타운 공동묘지의 단식투쟁 기념비.

1981년 1월, 영국정부 측이 수감자의 요구를 들어줄 생각이 없음이 명백해졌다. 교도소 당국은 수감자에게 정부 측에서 만든 민간인 복장을 제공했으나, 수감자는 자기 옷을 입을 권리를 요구했다. 2월 4일, 수감자는 영국 정부가 문제를 해결하는 데 실패했으며, 다시 한 번 단식투쟁을 벌일 의사가 있음을 선언하는 성명을 발표한다. 제2차 단식투쟁은 3월 1일 IRA의 전 지휘관이었던 바비 샌즈가 음식을 거부함으로써 시작되었다. 제1차 단식투쟁과 달리 제2차 단식투쟁 때에는 한 번에 단식 참여자를 모아서 결행하지 않고, 부정기적인 간격을 두고 각각의 수감자가 한 번에 한 명씩 단식에 동참했다. 수감자는 이렇게 함으로써 대중적 지지를 최대한으로 끌어모으고 당시 수상 마거릿 대처에게 최대한의 압력을 행사하겠다고 생각했다.
공화주의 운동 측에서는 제2차 단식투쟁에 대한 대중적 지지를 모으기 위해 힘썼다. 샌즈가 단식투쟁을 시작하기 전 주 일요일에 3,500명의 사람들이 벨파스트 서부 지구를 행진했다. 4개월 전인 제1차 단식투쟁 때에는 10,000여 명이 행진에 참여했었다. 그런데 단식투쟁 시작 5일 차 때 퍼매너 사우스티론 선거구를 지역구로 하는 공화파 하원의원 프랭크 머과이어가 사망했고, 이에 따라 보궐선거가 열리게 되었다. 민족주의자들과 공화주의자들 사이에 누구를 보궐선거 후보로 내보내야 하는지에 대한 논쟁이 일어났다. 사회민주노동당의 오스틴 커리가 관심을 표했고, 베르나데트 맥칼리스키와 사망한 머과이어의 형제 노엘 머과이어도 의사를 밝혔다. 협상이 이루어지고, 한편 노엘 머과이어에게는 암묵적 위협이 가해진 끝에 그들은 굳이 경선을 치러서 표를 쪼개지 말자고 결론을 보았고, 대신 단식투쟁 중인 샌즈가 반 H 블록 단일후보로 옥중에서 출마하여 얼스터 연합주의자당의 후보 해리 웨스트와 경쟁하게 되었다. 세간의 이목을 끄는 선거운동 끝에 4월 9일 선거가 치러졌고, 웨스트가 29,046표, 샌즈가 30,492표를 득표함에 따라 샌즈는 영국 하원에 입성했다.
샌즈의 선거 승리는 정부 측과 협상할 수 있겠다는 희망이 부풀게 했다. 그러나 대처는 단식투쟁에 관심을 주지 않겠다는 의사를 변함없이 유지했다. 그녀는 “우리는 범죄에 대해 유죄 선고를 받고 복역중인 특정 부류의 사람들을 위해 특수범주지위를 적용할 것을 고려할 준비가 되어 있지 않다.”라고 밝혔다. 세계 언론의 관심이 벨파스트로 쏠렸고, 여러 중재자가 단식을 끝내라고 설득하기 위해 샌즈를 방문했다. 이런 중재자 중에는 아일랜드 대통령 에이먼 데 벌레라의 손녀인 실러 데 벌레라, 교황 요한 바오로 2세의 개인사절 존 매기 주교, 유럽인권위원회 직원 등이 있었다. 샌즈가 굶어 죽기 직전이 되었을 때도 영국 정부의 입장은 바뀌지 않았고, 북아일랜드 국무대신 험프리 앳킨즈는 “만약 미스터 샌즈가 자사(自死)하고자 하는 의사를 바꾸지 않는다면, 그것은 그의 선택이다. 정부는 그에게 의학적 처치를 강요하지 않겠다.”라고 밝혔다.

### 죽음과 죽음
5월 5일, 샌즈가 66일간의 단식 끝에 교도소 구내병원에서 사망했다. 샌즈가 사망하자 북아일랜드의 민족주의자 우세 지역들에서 폭동이 일어났다. 험프리 앳킨즈는 샌즈가 ‘그가 죽는 것이 자신들의 의도에 유용하겠다고 생각한 누군가의 지령에 따라’ 자살했다는 성명을 발표했다. 샌즈의 장례식에는 사람 100,000명 이상이 참여했으며, 장례식은 IRA의 군장(軍葬)의 예에 따라 진행되었다. 대처는 샌즈에 대해 어떠한 연민도 표시하지 않았으며, 하원에 출석하여 “미스터 샌즈는 유죄선고를 받은 범죄인이고, 그는 자기 목숨을 버리기로 스스로 결정했다. 그 결정은 그의 조직에 희생된 사람들에게는 허락되지 못했던 결정이었다.”라고 발언했다.
샌즈가 죽고 이후 2주 동안 단식투쟁 참여자 세 명이 더 죽었다. 5월 12일 프랜시스 휴즈가 죽었고, 역시 북아일랜드의 민족주의자 우세 지역에서, 특히 데리와 벨파스트에서 폭동이 일어났다. 5월 21일 레이몬드 맥크리시와 파트시 오하라가 사망하자 당시 아일랜드 대주교가 되어 있던 토마스 오 피어크는 영국 정부의 단식투쟁에 대한 대처법을 비난했다. 그러나 대처는 여전히 요지부동이었다. 그녀는 5월 말 벨파스트를 방문하여 “자신들의 망신거리 대의의 실패에 직면한 폭력의 사나이들은 최근 몇 달 동안의 놀이를 선택했고, 그 놀이는 그들의 최후의 카드가 되겠다.”라고 말했다.
단식투쟁에 참여하던 수감자 아홉 명이 그해 6월 아일랜드 공화국 총선에 출마했다. 키어런 도허티(단식투쟁 참여자)와 패디 아그뉴(참여자 아님)가 각각 캐번- 모나한 선거구와 라우스 선거구에서 당선되었고, 조 맥도넬은 슬라이고-리트림 선거구에서 간발의 차이로 미끄러졌다. 이즈음에 북아일랜드에서도 지방선거가 있었고, IRA와 제휴하는 신페인당은 후보를 내지 않았지만 단식투쟁자들을 지지하는 군소정당 후보들이 출마하여 당선되었다. 아일랜드 독립당이 21석을 얻었고, 아일랜드 공화사회주의자당(INLA와 제휴하는 우당)과 인민민주당(트로츠키주의 정당)이 각각 2석을 얻었다. 그 외에도 단식투쟁을 지지하는 여러 무소속 후보들이 당선되었다. 샌즈가 죽어서 퍼매너 사우스티론 선거구에서 2차 보궐선거가 열리게 되었는데, 영국 정부는 또 다른 수감자가 옥중에서 출마하는 것을 막기 위해 재빨리 1981년 국민대표조례를 통과시켰다.

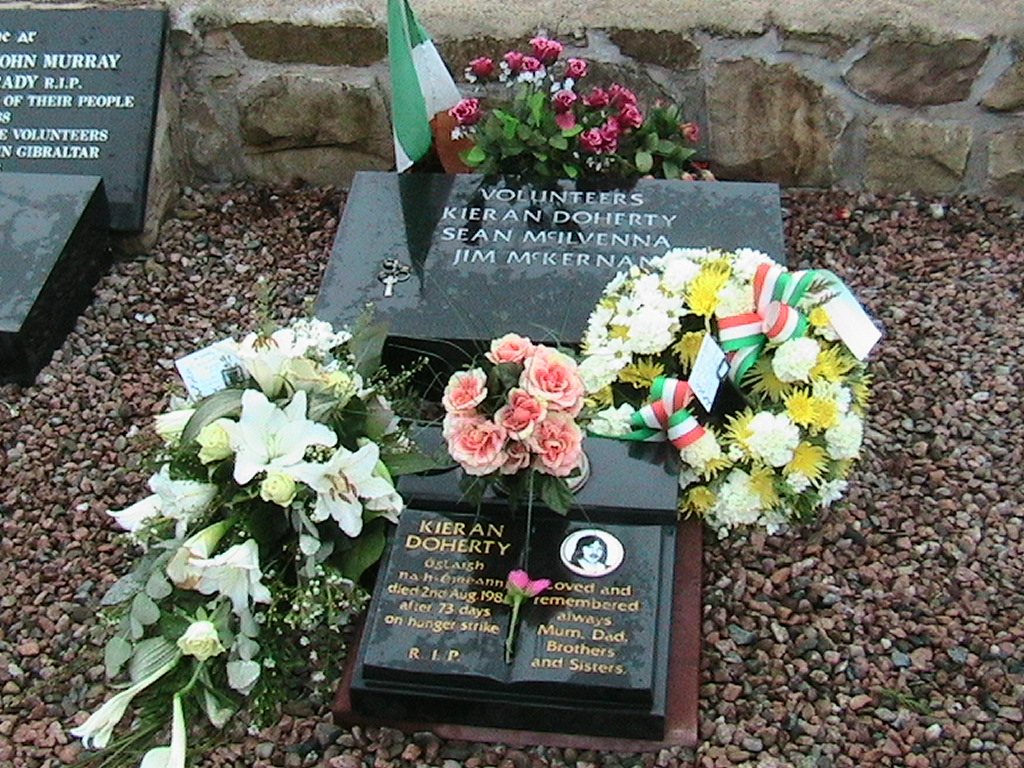
키어런 도허티 기념비.

조 맥도넬과 마틴 허슨도 사망하자 단식투쟁 참여자 일부의 가족들이 1981년 7월 28일 천주교 사제 데니스 파울 신부와 회동했다. 가족들은 파울 신부에게 합의 여지의 결여 상황을 호소했고, 파울 신부는 다음날 게리 애덤스와 만나기로 했다. 애덤스와 만난 파울 신부는 단식투쟁을 끝낼 방법을 찾으라고 압력을 행사했고, 애덤스 역시 IRA 지도부에게 옥중의 요원들에게 단식투쟁을 종료하라는 지령을 내리라고 요구하기로 동의했다. 다음날 애덤스는 단식투쟁 참여자 6명과 만나 영국 정부가 제시하는 합의안의 개요를 설명했다. 그러나 시위자들은 합의안을 거부했고, "5개 조 요구"에서 후퇴한 것은 무엇이든 그것을 수용하는 순간 바비 샌즈를 비롯해 앞서 죽은 사람들에 대한 배신이겠다고 했다.
7월 31일 패디 퀸의 모친이 아들을 살리기 위해 의학적 개입을 고집하면서 단식투쟁은 한풀 꺾이기 시작했다. 그다음 날인 8월 1일 케빈 린치가 사망했고, 8월 2일에는 키어런 도허티가, 8월 8일에는 토마스 맥켈리가, 8월 20일에는 마이클 데바인이 줄줄이 사망했다. 데바인이 사망한 8월 20일, 샌즈의 선거운동원이었던 오웬 캐런이 퍼매너 사우스티론 선거구 보궐선거에서 당선되었다. 9월 6일, 로렌스 맥케온의 가족이 아들을 살리기 위해 개입했고, 이것이 네 번째 가족의 개입이었다. 카할 달리 주교가 공화주의자 수감자에게 단식을 그만두라고 호소하는 성명을 발표했다. 1주일 뒤 짐 프라이어가 험프리 앳킨즈와 교대하여 북아일랜드 국무대신으로 부임하였고, 단식투쟁을 끝내기 위해 수감자와 회동하였다. 9월 26일, 리암 맥클로스키의 가족들이 아들에게 만약 그가 의식을 잃는다면 의학적 개입을 요구하겠다고 말했고, 이에 맥클로스키는 단식을 중단했다. 남은 단식투쟁 참여자들의 가족들 역시 그럴 의사가 다분했고, 결국 10월 3일 오후 3시 15분 단식투쟁은 종료된다. 그로부터 3일 뒤 프라이어는 수감자가 자기 옷을 입을 수 있는 권리를 포함하여 요구를 부분적으로 수용하겠다고 발표했다. "5개 조 요구" 중 끝까지 해결되지 않은 것은 노역하지 않을 권리에 대한 것이었는데, 수감자가 노역장에서 일부로 일을 게을리 하는 노동쟁의인 태업을 계속하고 1983년 메이즈 교도소 탈옥까지 겹치자 결국 노역장은 폐쇄되었다. 이로써 정부 측의 공식적인 인정 또는 발표가 없었다 뿐이지 "5개 조 요구"는 암암리에 모두 이루어졌다.

### 사망한 단식투쟁 참여자
1981년 여름 열 명의 투쟁 참여자가 사망했다. 그들의 성명, 소속된 조직, 사망 일자, 단식한 기간은 다음과 같다.
| 성명              | 소속 조직 | 단식 시작일 | 사망일   | 단식 기간 |
| ----------------- | --------- | ----------- | -------- | --------- |
| 바비 샌즈         | PIRA      | 3월 1일     | 5월 5일  | 66일      |
| 프랜시스 휴즈     | PIRA      | 3월 15일    | 5월 12일 | 59일      |
| 레이몬드 맥크리시 | PIRA      | 3월 22일    | 5월 21일 | 61일      |
| 파트시 오하라     | INLA      | 3월 22일    | 5월 21일 | 61일      |
| 조 맥도넬         | PIRA      | 5월 8일     | 7월 8일  | 61일      |
| 마틴 허슨         | PIRA      | 5월 28일    | 7월 13일 | 46일      |
| 케빈 린치         | INLA      | 5월 23일    | 8월 1일  | 71일      |
| 키어런 도허티     | PIRA      | 5월 22일    | 8월 2일  | 73일      |
| 토마스 맥켈리     | PIRA      | 6월 8일     | 8월 8일  | 62일      |
| 마이클 데바인     | INLA      | 6월 22일    | 8월 20일 | 60일      |

병리학자의 최초 보고서에는 사망자들의 사인이 ‘자발적 기아(self-imposed starvation)’라고 적혀 있었다가 나중에 유족의 항의를 받고 그냥 ‘기아’로 수정되었다. 검시관 보고서에는 ‘기아, 자발(starvation, self-imposed)’이라고 기록되었다.

### 생존한 단식투쟁 참여자
열 명이 죽어 나가는 와중에도 나머지 사람들은 단식을 계속했다. 그러나 의학적 이유·가족의 만류로 단식을 중단했고, 이하 13인은 생존했다. 이들 중 다수가 아직도 단식의 후유증인 소화 장애·시각 장애·물리적 장애· 신경 장애 등으로 고통받고 있다.
| 성명            | 소속 조직 | 단식 시작일 | 단식 종료일 | 단식 기간 | 단식 중단 사유        |
| --------------- | --------- | ----------- | ----------- | --------- | --------------------- |
| 브렌던 맥래플린 | PIRA      | 5월 14일    | 5월 26일    | 13일      | 위궤양 천공 및 내출혈 |
| 패디 퀸         | PIRA      | 6월 15일    | 7월 31일    | 47일      | 가족의 만류           |
| 로렌스 맥케온   | PIRA      | 6월 29일    | 9월 6일     | 70일      | 가족의 만류           |
| 팻 맥게온       | PIRA      | 7월 9일     | 8월 20일    | 42일      | 가족의 만류           |
| 맷 데블린       | PIRA      | 7월 14일    | 9월 4일     | 52일      | 가족의 만류           |
| 리암 맥클로스키 | INLA      | 8월 3일     | 9월 26일    | 55일      | 가족의 만류           |
| 패트릭 시한     | PIRA      | 8월 10일    | 10월 3일    | 55일      | 단식투쟁 종료         |
| 재키 맥물란     | PIRA      | 8월 17일    | 10월 3일    | 48일      | 단식투쟁 종료         |
| 버나드 폭스     | PIRA      | 8월 24일    | 9월 24일    | 32일      | 신장폐색              |
| 휴 카르빌       | PIRA      | 8월 31일    | 10월 3일    | 34일      | 단식투쟁 종료         |
| 존 피커링       | PIRA      | 9월 7일     | 10월 3일    | 27일      | 단식투쟁 종료         |
| 제라드 호진스   | PIRA      | 9월 14일    | 10월 3일    | 20일      | 단식투쟁 종료         |
| 제임스 데바인   | PIRA      | 9월 21일    | 10월 3일    | 13일      | 단식투쟁 종료         |

## 종결

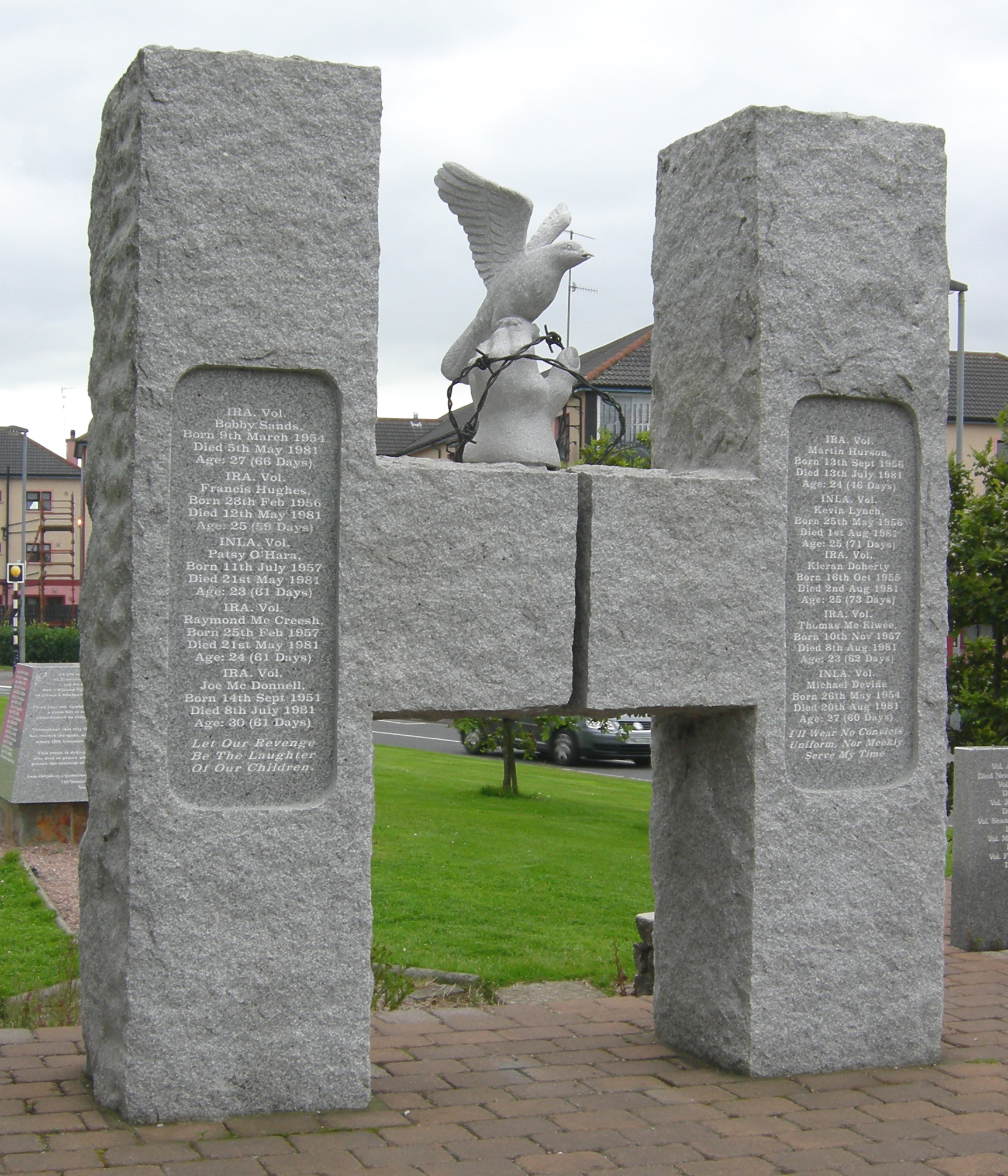
데리의 보그사이드에 있는 단식투쟁 기념비.

영국 언론들은 단식투쟁 결과 대처가 승리한 것처럼 대서특필했다. 《가디언》은 “정부가 침해되지 않을 단호한 의지를 표현함으로써 단식투쟁을 극복했다.”라고 썼다. 그러나 단식투쟁은 대처와 영국 정부의 입장에서는 피로스의 승리에 불과했다. 대처는 아일랜드 공화주의자들에게 아일랜드를 정복한 올리버 크롬웰에 맞먹는 대악당으로 남게 되었다. 대니 모리슨은 대놓고 육두문자를 써서 대처를 “우리가 아는 최악의 쌍년bastard”이라고 불렀다. 단식투쟁이 진행되던 당시에는 투쟁이 공화주의자들의 완패로 여겨졌고, 이것이 IRA와 신페인 내부에서 공유된 시각이기도 했다. 그러나 샌즈의 보궐선거 옥중 출마와 당선은 선동적 승리였다. 1971년의 드미트리우스 작전과 1972년의 피의 일요일 때와 마찬가지로 IRA에 가입하는 사람의 수가 늘어났으며, IRA의 준군사 준동이 재차 급증하는 결과를 낳았다. 비교적 조용했던 1970년대 말보다 폭력의 빈도가 대폭 증가했으며, 북아일랜드 곳곳에서 광범한 소요가 일어나고 더블린의 영국 대사관 앞에서는 폭동이 뒤따랐다. 1981년 한 해 동안 치안유지 군경은 29,695발의 고무탄을 발사했고, 그 결과 7명이 사망했다. 그리고 그 뒤로도 8년 동안 16,000여 발의 고무탄이 발사되어 4명을 죽게 하였다. IRA는 단식투쟁이 진행 중이던 7개월 동안 무장투쟁을 계속했고, 영국 경찰 13명, 군인 13명(그중 얼스터 방위연대 소속이 5명), 민간인 5명을 죽였다. 이 7개월은 북아일랜드 분쟁 30년 동안 가장 유혈이 낭자한 기간 중 하나로 총 61명이 사망했고 그중 34명이 민간인이었다. 3년 뒤 IRA는 대처에게 복수하기 위해 보수당 대회가 열리던 그랜드호텔에 시한폭탄을 장치해 호텔을 날려 버렸고(브라이튼 호텔 폭파) 그 결과 5명이 사망했다. 이때 대처 본인도 간신히 목숨만 건져 달아났다.
단식투쟁은 신페인이 대의정치에 더욱 관심을 끌게 하는 원동력이 되었다. 북아일랜드 지선과 아일랜드 총선에서 샌즈를 비롯한 옥중출마자들과 그들을 지지하는 후보들이 당선된 것은 결과적으로 아말라이트와 투표함 전략을 탄생시켰다. 게리 애덤스는 샌즈의 승리가 “단식투쟁, 그리고 더 나아가 IRA 및 전체 공화주의 운동이 어떠한 대중적 지지도 받지 못한다는 것이 거짓이라는 것을 폭로했다.”라고 평가했다. 도허티와 아그뉴의 선거 당선은 아일랜드 공화국 정치에도 영향을 끼쳐 찰스 호히의 피아나 팔 내각을 실각시켰다. 1982년 신페인은 북아일랜드 지선에서 5석을 얻었고, 1983년에는 게리 애덤스가 영국 총선에 출마해 당선되었다. 단식투쟁 동안 형성된 정치적 자산의 결과 신페인은 이후 20년에 걸쳐 약진했고, 2001년 총선 이후에는 북아일랜드에서 가장 거대한 민족주의 정당으로 자리를 잡았다.
2005년, 전 수감자 리처드 오라위가 단식투쟁 과정에서 게리 애덤스의 역할에 대해 의문을 제기했다. 오라위는 저서 Blanketmen에서 애덤스가 단식투쟁이 신페인에게 굉장한 정치적 이득이 되겠다고 보고 샌즈의 죽음으로 인한 보궐선거에 캐런이 당선될 때까지 단식을 계속하도록 했다고 서술했다. 이 주장은 여러 단식투쟁 참여자들과 단식투쟁 당시 교도소 내의 IRA 지도자였던 브렌던 맥파를레인에 의해 부정되었다. 맥파를레인은 오라위의 사건 서술은 혼동되고 단편적이라며, “우리는 해결책을 위해 발악하고 있었다. 5개 조 요구를 이룰 수 있다면 어떠한 거래도 할 수 있었다. 만약 그것이 문서로 확정될 수만 있다면, 우리는 그것을 붙잡았겠다. 어떠한 거래도 없었고, ‘싫으면 그만둘’ 선택지 따위는 애초에 존재하지 않았다.”라고 밝혔다.

## 기념 및 추모
아일랜드 곳곳의 시 및 읍에 단식투쟁 기념물이 존재한다. 벨파스트·더블린·데리·크로스마글렌·카믈로그 등이 그 예이다. 단식투쟁 때 사망한 각각의 사람들에 대한 연례 추모가 아일랜드 전역에서 열리고, 벨파스트에서는 해마다 단식투쟁을 기리는 행진이 열린다. 이때 바비 샌즈 기념 강연도 함께 열린다. 프랑스의 파리와 르망을 비롯한 여러 도시에 바비 샌즈의 이름이 붙은 거리가 있다. 이란 정부 역시 테헤란의 영국 대사관 앞의 길 이름을 바비 샌즈 로라고 명명했다. 그 전까지는 윈스턴 처칠 로라고 불렀다.
오스트레일리아 시드니의 웨이벌리 공동묘지에 연합 아일랜드인회 반란, 부활절 봉기, 그리고 단식투쟁 사망자들을 기리는 기념물이 있다. 이 묘지는 연합 아일랜드회의 마이클 드이워의 매장지이기도 하다. 1997년 아일랜드북부원조위원회의 하트퍼드 지회는 바비 샌즈와 다른 단식투쟁 참여자들에게 바치는 기념물을 제작했다. 이 기념물은 굿윈 공원 근처 메이플 대로 끝자락의 "바비 샌즈 서클"이라고 불린 로타리 가운데 세워져 있다. 2001년 3월 20일 신페인 총재 미첼 맥래플린은 벨파스트의 유로파 호텔에서 단식투쟁 기념위원회 전시를 열었다. 여기에는 벨파스트 지역 예술가들의 오리지널 작품 세 점도 전시되었다. 그다음 달에는 데리에서도 따로 전시회가 열렸다. 단식투쟁을 다룬 영화가 세 편 만들어져 있는데, 헬렌 미렌이 출연한 《어떤 어머니의 아들》, 단식투쟁 참여자 로렌스 맥케온이 각본에 참여한 《H3》, 스티브 매퀸의 《헝거》이다. 그리고 제2차 단식투쟁에서 사망한 10인을 기리는 노래인 〈Roll of Honour〉가 작곡되었다.